# Gustav von Stiehle
Friedrich Wilhelm Gustav Stiehle, a partir de 1863 von Stiehle (14 de agosto de 1823, Erfurt - 15 de noviembre de 1899, Berlín), fue un general de infantería prusiano.

## Biografía

### Origen
Gustav era hijo del teniente general prusiano Friedrich von Stiehle (1791-1874) y de su esposa Elisabeth Friederike Karoline, de soltera Töpke.

### Carrera militar
Stiehle hizo sus estudios en Halle y en el Liceo de Érfurt. El 11 de febrero de 1840 se alista como mosquetero en el 21.º Regimiento de infantería del Ejército prusiano y es promovido a subteniente a finales de febrero de 1841. Entre 1844 y 1847, frecuenta la Academia Militar Prusiana en Berlín y en 1848 participa en los enfrentamientos en la provincia de Posnania. Es transferido al departamento de trigonometría del estado mayor general entre 1852 y 1855 y es promovido a mayor en 1859 después de convertirse en jefe del 7.º Regimiento de infantería. Como director, Stiehle organiza las escuelas de guerra recientemente creadas en Potsdam y Neisse y, en 1860, asume la dirección del departamento de historia de la guerra del Estado Mayor General.
En 1864, participa en la guerra contra Dinamarca en el estado mayor del mariscal de campo von Wrangel. Sella el principio y fin de esta guerra. El 31 de enero de 1864, hace una visita al jefe de las tropas danesas Christian Julius de Meza en el Palacio del príncipe de Schleswig para remitirle una carta del mariscal Friedrich von Wrangel.
Firma igualmente el 18 de julio de 1864 el documento de armisticio entre Prusia, Austria y Dinamarca en Christiansfeld.
Stiehle toma parte en la guerra austro-prusiana en 1866 y combate como coronel en Hühnerwasser, Münchengrätz y en la batalla de Sadowa. Después participa en las negociaciones de la paz preliminar de Nicolsburg y conduce las negociaciones militares finales que siguen a la paz de Praga.

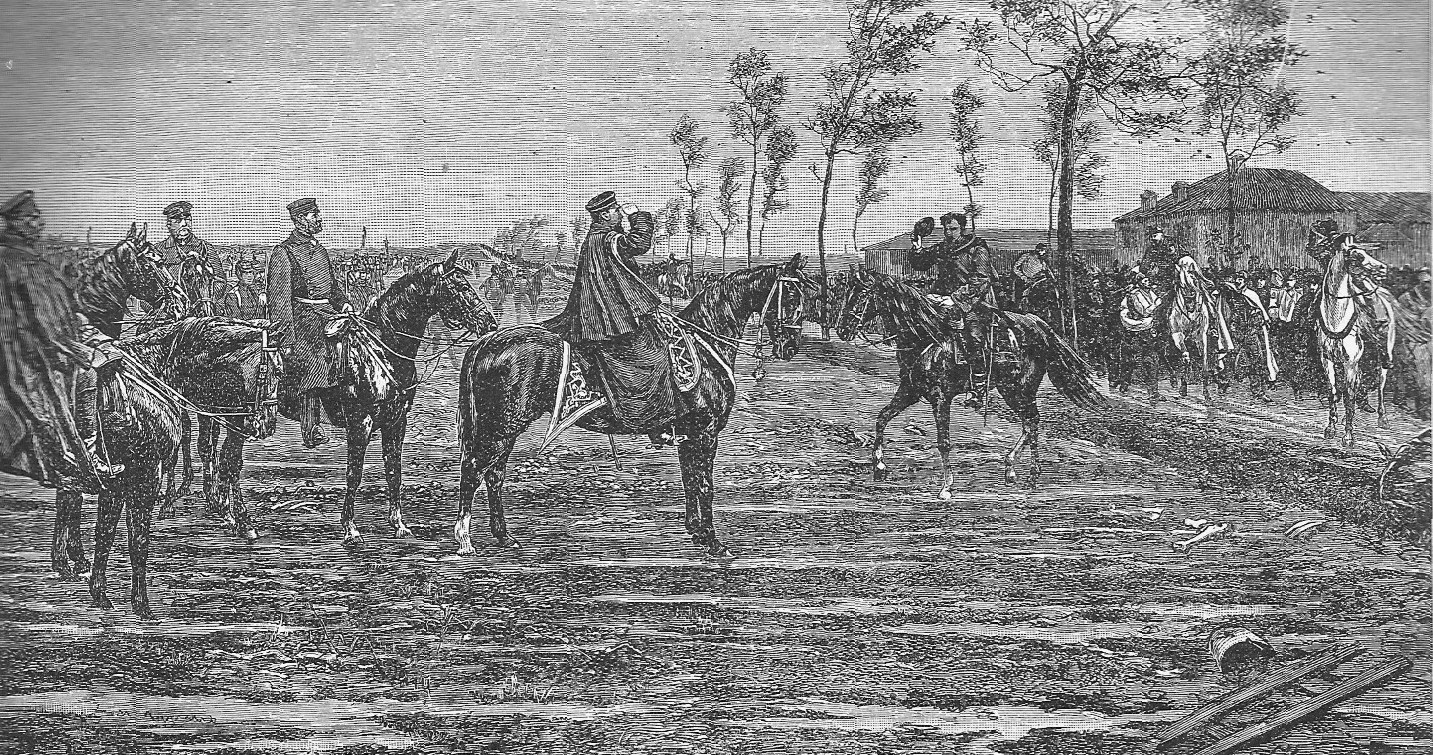
Capitulación de Metz. Coronel von Wichmann, General Fransecky, General von Stiehle, Federico Carlos de Prusia, General Desvaux.

Con la movilización para la guerra contra Francia, Stiehle se convierte en jefe de Estado Mayor del 2.º Ejército y poco tiempo después el 26 de julio de 1870 es promovido a mayor general. Durante los combates toma parte en las batallas de Saint-Privat, Beaune-la-Rolande, Orleans y Le Mans, así como en el sitio de Metz. Con el general francés Hugues-Louis Jarras (1811-1890) completa la capitulación de Metz. Pudo distinguirse varias veces durante la guerra y recibió notoriamente el 6 de octubre de 1870 la cruz de hierro de 1.ª clase y el 18 de enero de 1870 las hojas de roble para la Pour le Mérite.
Después de la guerra,  Stiehle es inspector de cazadores y fusileros entre 1873 y 1875. A partir del 28 de octubre de 1875 actuó como comandante de la 7.ª División de infantería y poco después el 4 de noviembre es promovido a teniente general. Así el 22 de marzo de 1877, es nombrado adjunto general del emperador Guillermo I. Stiehle renuncia a su mando el 17 de agosto de 1881 y se convierte en comandante general del V Cuerpo de Ejército. En este puesto el 9 de junio de 1884, es promovido al grado de general de infantería. El 21 de marzo de 1886, Stiehle abandona el cuerpo de ejército después de recibir el puesto de jefe del cuerpo de ingenieros y de inspector general de las fortalezas. El 4 de septiembre de 1888, Stiehle es puesto a disposición como adjunto general y à la suite del cuerpo de ingenieros.

### Familia
Stiehle se casó el 4 de septiembre de 1871 con Hermine Johanna Luise von Vinke (nacida en 1834). Ella era hija adoptiva de Karl Friedrich von Vincke (1800-1869) y la hija biológica del hermano menor de este Johann Wilhelm Philipp von Vincke (1802-1861).

## Honores
Stiehle fue elevado por sus servicios el 6 de agosto de 1863 a la nobleza prusiana hereditaria. También se decidió que la fortaleza de Pillau llevara su nombre. Recibió numerosas medallas y condecoraciones. Además de la orden de Prusia más elevada por valentía, la Pour le Mérite, ostenta entre otras, los títulos siguientes:
- Orden rusa de San Jorge de 4ª clase el 8 de noviembre de 1870
- Gran cruz de la Orden de Felipe el Magnánimo con espadas el 26 de diciembre de 1870
- Gran cruz de la Orden de Alberto el 6 de enero de 1872
- Gran cruz de la Orden de la Espada el 5 de diciembre de 1872
- Orden de la Corona de Hierro de 1ª clase el 5 de diciembre de 1872
- Cruz de gran comandante de la Orden de Hohenzollern el 13 de septiembre de 1882
- Gran cruz de la Orden del Águila Roja con hojas de roble y espadas en anillo el 23 de enero de 1887